# Mount Bennett
Mount Bennett ist ein markanter und 3090 m hoher Berg in der antarktischen Ross Dependency. Er ragt im westlichen Abschnitt der Anderson Heights auf.
Entdeckt wurde er bei der United States Antarctic Service Expedition (1939–1941). Die Mannschaft um den US-amerikanischen Geophysiker Albert P. Crary  (1911–1997) nahm zwischen 1957 und 1958 eine Vermessung des Berges vor. Crary benannte den Berg nach Hugh F. Bennett (* 1930), Mitglied der Mannschaft und Seismologe der Michigan State University.